# Adriana Araújo (pugilista)
Adriana dos Santos Araújo (Salvador, 4 de novembro de 1981), mais conhecida apenas como Adriana Araújo, é uma pugilista brasileira.

## Biografia
Adriana nasceu em 1981 numa comunidade humilde em Salvador, na Bahia. Entrou de forma inesperada no mundo da luta, pois inicialmente sonhava em se tornar jogadora de futebol. A mudança de rumo aconteceu graças à insistência de uma amiga, que a persuadiu a experimentar o boxe aos 18 anos. Naquela época, conciliava sua paixão pelo esporte com o trabalho como agente de saúde. Mais tarde, encontrou orientação no treinador Luiz Dórea, renomado por ter moldado a carreira de Acelino "Popó" Freitas. Desde então, Adriana não demorou a se destacar e passou a treinar ao lado dos homens. Adriana participou dos Jogos Pan-Americanos de 2011 em Guadalajara, México. Lutando na categoria meio-médio-ligeiro feminina, foi vencida nas quartas-de-final pela mexicana Erika Rosalba Cruz, perdendo por 16 a 6.
Nos Jogos Olímpicos de Verão de 2012, sediados em Londres, no Reino Unido, participando da categoria leve (até 60 quilos), venceu a primeira luta contra a cazaque Saida Khassenova por 16 a 14, passando às quartas de final. Foi a primeira brasileira a vencer uma luta de boxe feminino em Olimpíadas. Nas quartas de final, venceu a marroquina Mahjouba Oubtil por 16 a 12. Na semifinal a brasileira foi derrotada por 17 pontos a 11 pela russa Sofya Ochigava disputada no ginásio do Excel Centre, em Londres. Adriana terminou com o bronze, assim como Mavzuna Chorieva, do Tajiquistão. A primeira e única medalha olímpica do Brasil havia sido conquistada por Servílio de Oliveira, que ganhou bronze nos Jogos da Cidade do México em 1968. A medalha de Adriana vem na primeira vez que o boxe feminino é disputado numa Olimpíada. O bronze conquistado foi a centésima medalha brasileira em Olimpíadas.
Adriana participou dos Jogos Olímpicos de Verão de 2016 sediados no Rio de Janeiro, mas foi eliminada logo na estreia. Anunciou sua aposentadoria em 2022, após 22 anos de carreira, devido a questões financeiras e de saúde, como dificuldade para se recuperar dos treinos e perder peso. Se aventurou na culinária baiana e planejava abrir um restaurante. No início de 2023, foi resgatada de volta ao boxe pelo manager Patrick Nascimento. Ela não lutava desde 4 de outubro de 2020, quando perdeu para Chantelle Cameron, por pontos, em Londres, em duelo válido pelo cinturão do Conselho Mundial de Boxe (CMB) na categoria dos pesos superleves.